# Synagoga Abrama Kapłana w Łodzi
Synagoga Abrama Kapłana w Łodzi – prywatny dom modlitwy znajdujący się w Łodzi przy ulicy Nowomiejskiej 4.
Synagoga została zbudowana w 1904 roku z inicjatywy Abrama Kapłana. Mogła ona pomieścić 110 osób. Podczas II wojny światowej hitlerowcy zdewastowali synagogę.